# Гатауллин, Руслан Аксанович
Руслан Аксанович Гатауллин (род. 1 декабря 1979 года) — советский и российский легкоатлет, выступавший в прыжках в длину. Чемпион России 2007 года. Трёхкратный чемпион России в помещении (2003, 2006, 2009). Чемпион Всемирных военных игр 2003 года.

## Биография
Руслан Аксанович Гатауллин родился 1 декабря 1979 года в Ташкенте. Младший брат прыгуна с шестом Родиона Гатауллина.
С 1997 по 2001 год занимался прыжками с шестом. Тренировался под руководством Александра Кирилловича Оковитого. Лучшим результатом Руслана в этой дисциплине стало 7 место на чемпионате России в помещении 1999 года. Затем из-за невысоких результатов Руслан переквалифицировался в прыжки в длину, и выступал в этом виде с 2001 по 2011 год. Представлял Санкт-Петербург и Татарстан. Некоторое время тренировался под руководством Нины Алексеевны Капустиной.

## Основные результаты

### Международные
| Год  | Соревнования                 | Место проведения  | Место  | Результат |
| ---- | ---------------------------- | ----------------- | ------ | --------- |
| 2003 | Кубок Европы в помещении     | Лейпциг, Германия | 2      | 7,97 м    |
| 2003 | Всемирные военные игры       | Катания, Италия   | 1      | 7,81 м    |
| 2006 | Чемпионат мира в помещении   | Москва, Россия    | 11 (q) | 7,78 м    |
| 2006 | Чемпионат Европы             | Гётеборг, Швеция  | 7      | 7,91 м    |
| 2006 | Кубок мира IAAF              | Афины, Греция     | 7      | 7,64 м    |
| 2007 | Чемпионат мира               | Осака, Япония     | 19 (q) | 7,83 м    |
| 2009 | Чемпионат Европы в помещении | Турин, Италия     | 14 (q) | 7,69 м    |

### Национальные
| Год  | Соревнования                 | Место проведения | Место | Результат |
| ---- | ---------------------------- | ---------------- | ----- | --------- |
| 2003 | Чемпионат России в помещении | Москва           | 1     | 8,07 м    |
| 2004 | Чемпионат России             | Тула             | 3     | 8,00 м    |
| 2006 | Чемпионат России в помещении | Москва           | 1     | 8,11 м    |
| 2006 | Чемпионат России             | Тула             | 2     | 8,13 м    |
| 2007 | Чемпионат России             | Тула             | 1     | 7,90 м    |
| 2008 | Чемпионат России             | Казань           | 3     | 7,86 м    |
| 2009 | Чемпионат России в помещении | Москва           | 1     | 7,85 м    |